# Peckia pallidipilosa
Peckia pallidipilosa är en tvåvingeart som först beskrevs av Charles Howard Curran och Walley 1934.  Peckia pallidipilosa ingår i släktet Peckia och familjen köttflugor.
Artens utbredningsområde är Guyana. Inga underarter finns listade i Catalogue of Life.